# 도치법
도치법(倒置法) 또는 어순전위(語順轉位)는 문장 성분의 정상적인 배열을 뒤바꾸어 놓아 내용을 강조하거나 두드러지게 하는 표현 방법이다.
영어에서는 도치법에 의문문, There(Here) 구문, 감탄문, 가정법, 기원문, as 양보절 등으로 쓸 수 있다.
예를 들어,
- "과일을 잘도 먹는다"로 보통 사용하지만
- "잘도 먹는다, 과일을."로 도치할 수 있다.